# Bocket (Geilenkirchen)

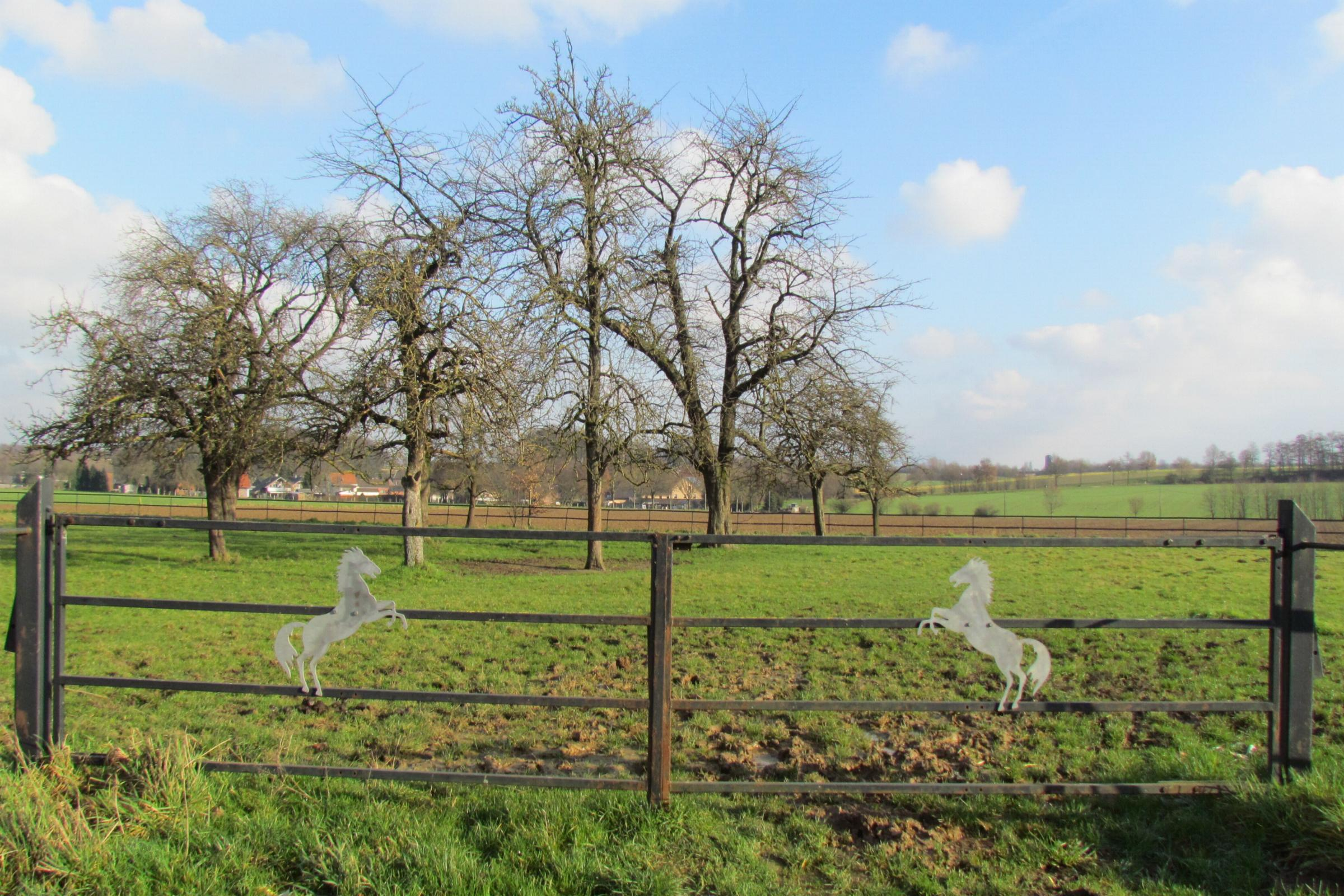
Landschaftsbild in Bocket

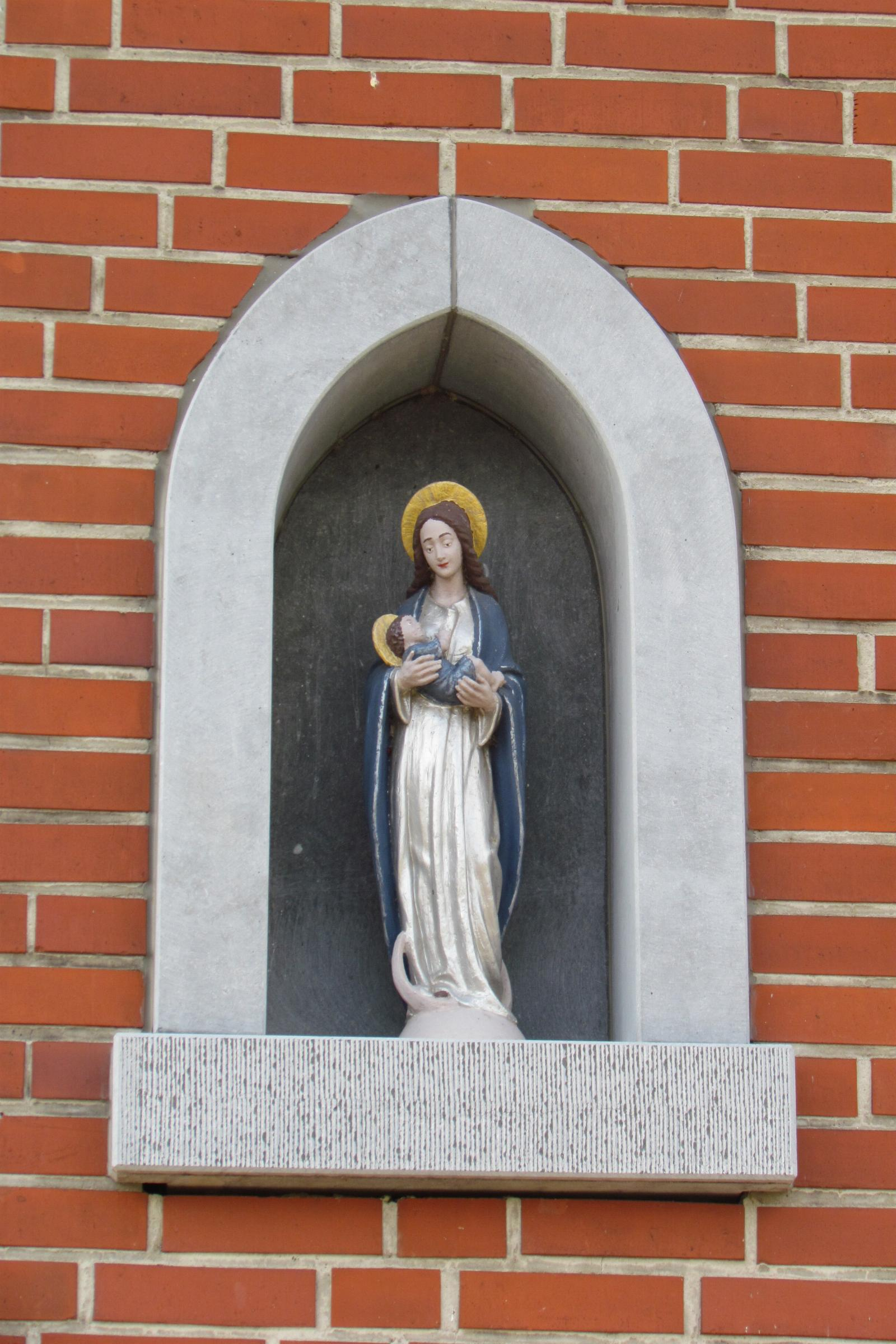
Madonnenfigur in Bocket

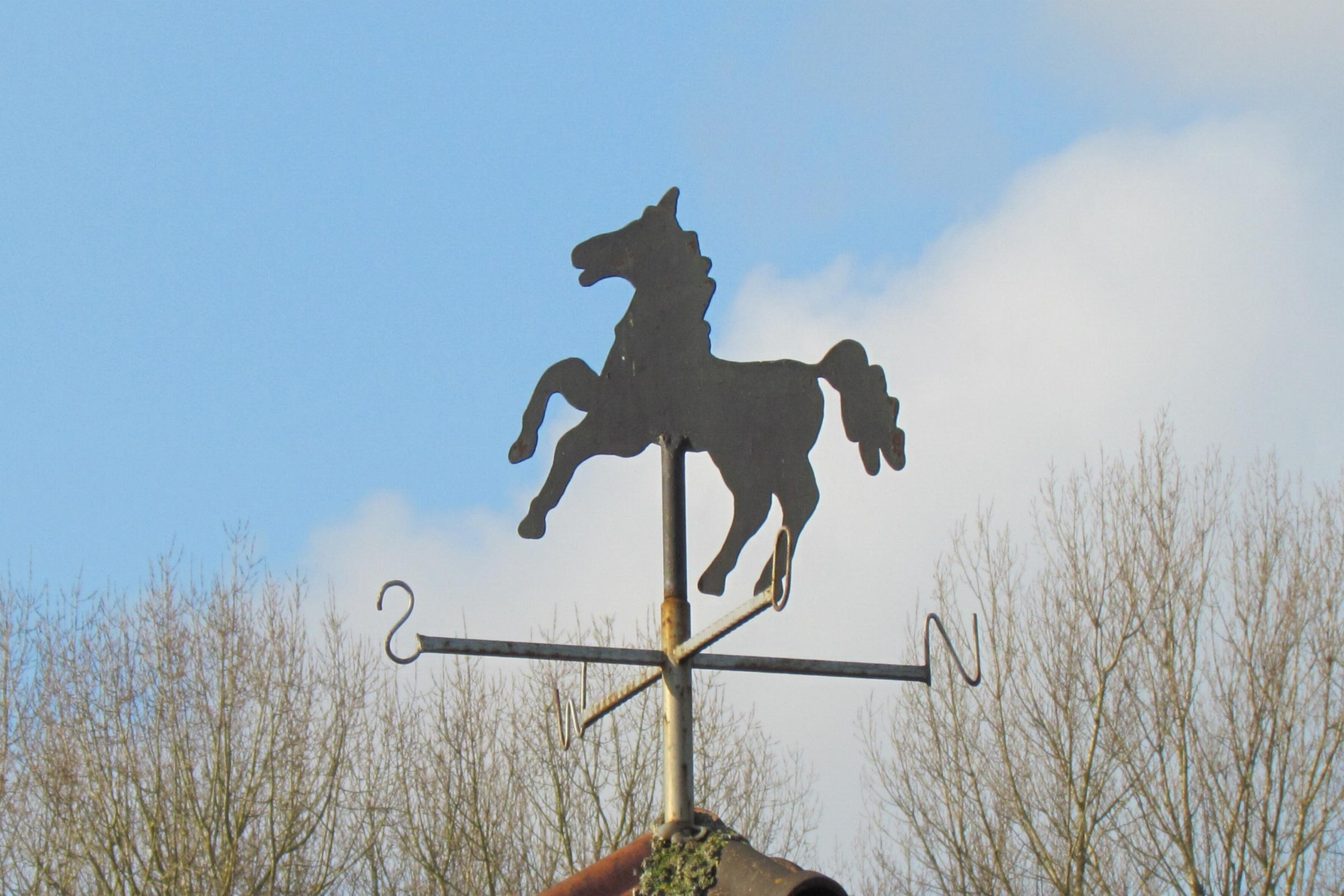
Windrose in Bocket

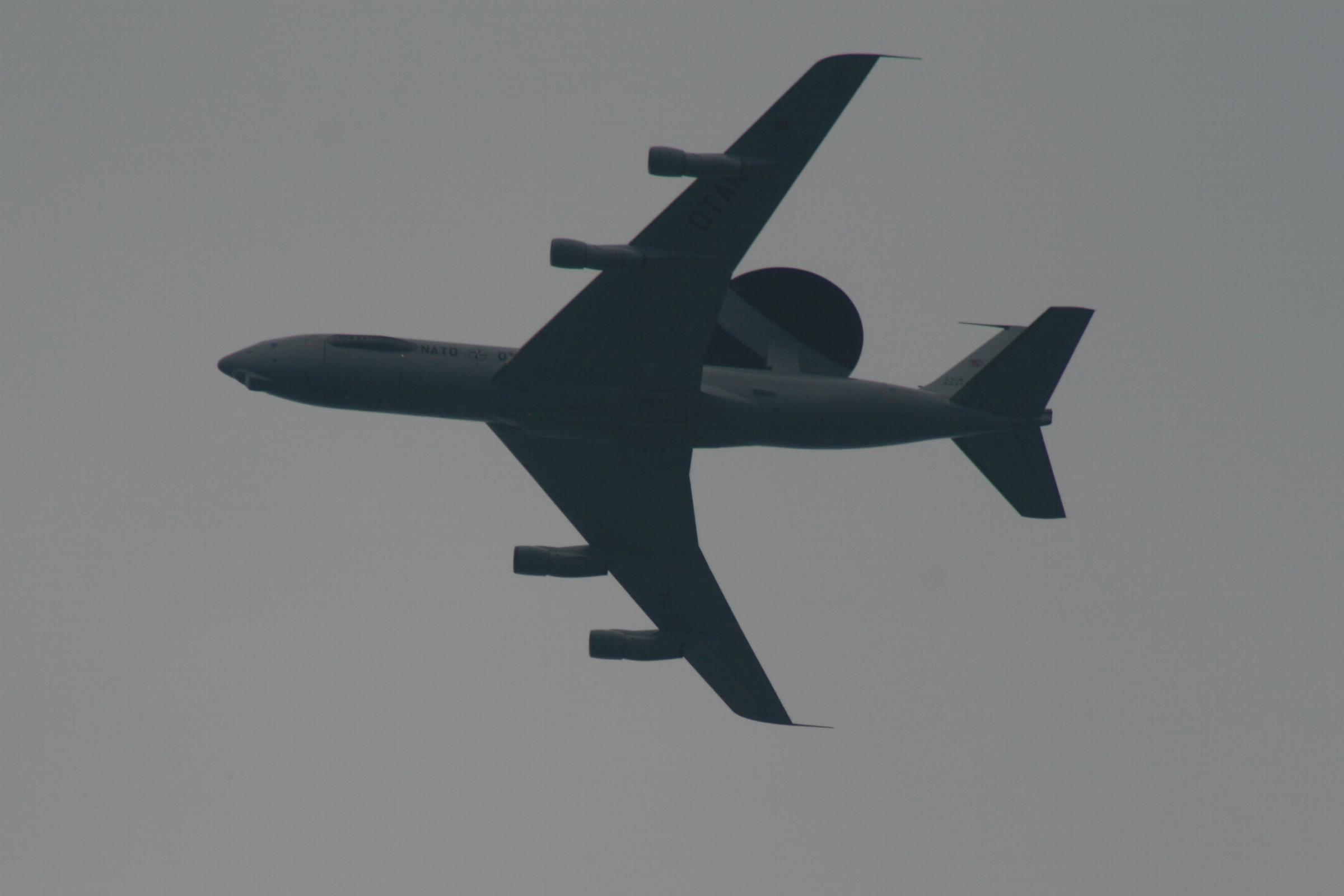
Boeing E-3A Sentry über Bocket

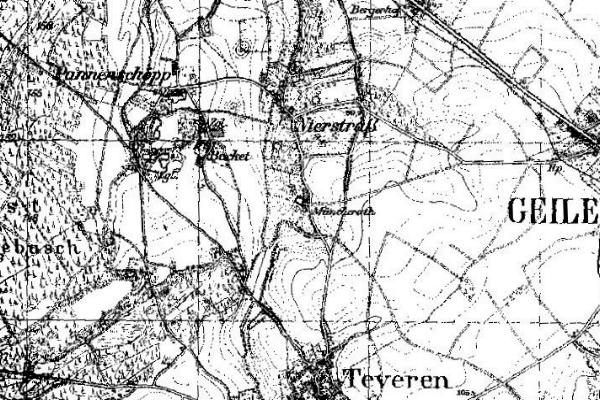
Bocket auf der Neuaufnahme von 1912

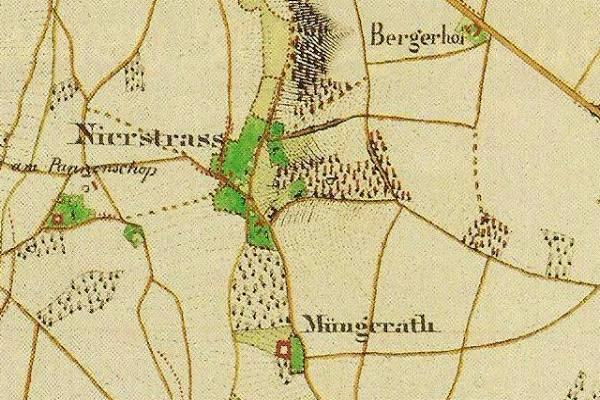
Bocket nicht auf der Urkatasterkarte 1846

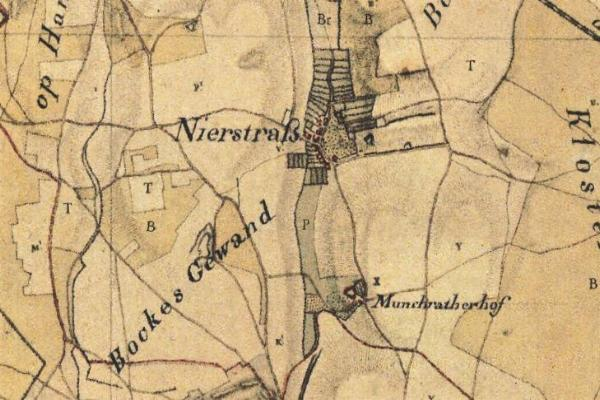
Tranchotkarte ohne die Ortschaft Bocket Tranchotkarte 1803–1820

Bocket ist der kleinste Ortsteil der Mittelstadt Geilenkirchen im Kreis Heinsberg in Nordrhein-Westfalen.

## Geographie

### Lage
Bocket liegt circa drei Kilometer westlich von Geilenkirchen. In der Nähe ist die NATO-Air Base Geilenkirchen stationiert.

### Gewässer
Bei Starkregen und bei Schneeschmelze fließt das Oberflächenwasser (GEBKZ 28182211) aus den Bereich Bocket, Panneschopp und Nierstraß in Richtung Gillrath zum Rodebach (GEWKZ 281822) und dann weiter in die Maas.

### Nachbarorte
| Niederbusch            | Gillrath                                    | Nierstraß     |
|                        | Kompassrose, die auf Nachbargemeinden zeigt | Geilenkirchen |
| Air Base Geilenkirchen | Teveren                                     | Frelenberg    |

### Siedlungsform
Bocket ist ein locker bebautes Straßendorf.

## Geschichte

### Ortsname
Der Ortsname Bocket wird schon seit 1812 verwendet.

### Ortsgeschichte
Bocket ist ein kleiner Ortsteil, der erst im 19. Jahrhundert entstand. In der Beschreibung der Königlich Preußischen Rheinprovinz von 1830 ist Bocket noch nicht aufgeführt. Die erste Benennung ist auf der Neuaufnahme von 1912 zu finden, wo der Ort mit Bocket eingetragen ist.  Die Flurbezeichnung in der Gemarkung trägt den Namen Bockes Gewand. Über die Geschichte des Ortes ist wenig bekannt.
Im Zuge der Gebietsreform zum 1. Januar 1972 blieb Bocket bei der Stadt Geilenkirchen.

### Kirchengeschichte
Die Pfarre St. Willibrord Teveren setzt sich aus den Orten Teveren mit Bocket, Neuteveren und zum Teil Panneschopp zusammen. Die Bevölkerung besteht zum größten Teil aus Katholiken.
Im Zuge der Pfarrgemeindereformen im Bistum Aachen wurde die ehemals eigenständige katholische Pfarrgemeinde St. Willibrord Teveren in die Gemeinschaft der Gemeinden (GdG) St. Bonifatius Geilenkirchen eingegliedert.

## Politik
Gemäß § 3 (1) j) der Hauptsatzung der Stadt Geilenkirchen bilden die Orte Teveren und Bocket einen Stadtbezirk. Der wird durch einen Ortsvorsteher im Stadtrat der Stadt Geilenkirchen vertreten. Ortsvorsteher des Stadtbezirks ist Hans Josef Paulus. Stand 2013

## Sehenswürdigkeiten
- Katholische Pfarrkirche St. Willibrord in Teveren als Denkmal Nr. 6
- Buntverglasung in der katholischen Pfarrkirche[6]
- Evangelische Kirche in Teveren als Denkmal Nr. 50
- Katholisches Pfarrhaus in Teveren als Denkmal Nr. 12
- Wegekreuz in Teveren als Denkmal Nr. 40

## Infrastruktur
- Im November 2012 lebten in Bocket 22 Personen.
- Es existieren mehrere landwirtschaftliche Betriebe mit Tierhaltung, ein Pferdehof und eine Spedition.
- Das kleine Dorf liegt unmittelbar am Naturschutzgebiet Panneschopp.[7]
- Der Ort hat Anschluss an das Radverkehrsnetz NRW.

## Schulwesen
- Volksschule Teveren, auch für Bocket 1925: 4 Klassen, 3 Stufen, 2 Lehrer, 2 Lehrerinnen, 173 Kinder
- Volksschule Teveren, auch für Bocket 1965: 5 Klassen, 5 Lehrerstellen, 176 Kinder

## Vereine
- Freiwillige Feuerwehr Geilenkirchen Löschgruppe Teveren, zuständig auch für Bocket
- St.-Antonius-Schützenbruderschaft aus 1448
- St.-Willibrord-Schützenbruderschaft aus 1876
- Kevelaerbruderschaft aus 1838

## Straßennamen
In Bocket gibt es keine Straßenbezeichnungen, sondern nur Hausnummern, nach denen sich Einwohner, Postboten, Lieferanten und Besucher orientieren müssen.